# Helpyourselfish
Helpyourselfish er det femte studiealbum af den danske rockgruppe D-A-D. Albummet udkom den 1. marts 1995 på Medley Records. Det er optaget i Canada og er det første album, hvor de bruger D:A:D som forkortelse i stedet for D.A.D. Albummets cover blev kåret til Årets danske cover ved Dansk Grammy 1996, mens musikvideoen til førstesinglen "Reconstrucdead" blev kåret til Årets danske musikvideo.
Helpyourselfish solgte 80.000 eksemplarer i Danmark, og 70.000 eksemplarer i udlandet.

## Spor
| Nr.           | Titel                         | Længde |
| ------------- | ----------------------------- | ------ |
| 1.            | "Reconstrucdead"              | 4:14   |
| 2.            | "Written In Water"            | 4:24   |
| 3.            | "Helpyourselfish"             | 4:40   |
| 4.            | "Soulbender"                  | 5:33   |
| 5.            | "Unowned"                     | 4:16   |
| 6.            | "Candid"                      | 3:19   |
| 7.            | "Blood In/Out"                | 3:15   |
| 8.            | "Prayin' To A God"            | 4:36   |
| 9.            | "Naked (But Still Stripping)" | 4:43   |
| 10.           | "Are We Alive Here"           | 4:50   |
| 11.           | "It'swhenit'swrongit'sright"  | 2:43   |
| 12.           | "Flat"                        | 4:33   |
| Total længde: | Total længde:                 | 51:12  |

## Hitlister
| Chart (1995)                                 | Peak position |
| -------------------------------------------- | ------------- |
| Finnish Albums (The Official Finnish Charts) | 14            |
| Norge (VG-lista)                             | 21            |